# 小花清风藤
小花清风藤（学名：Sabia parviflora），为清风藤科清风藤属下的一个种。其种加词“parviflora”意为“小花的”。模式标本采自印度。